# Laserablation

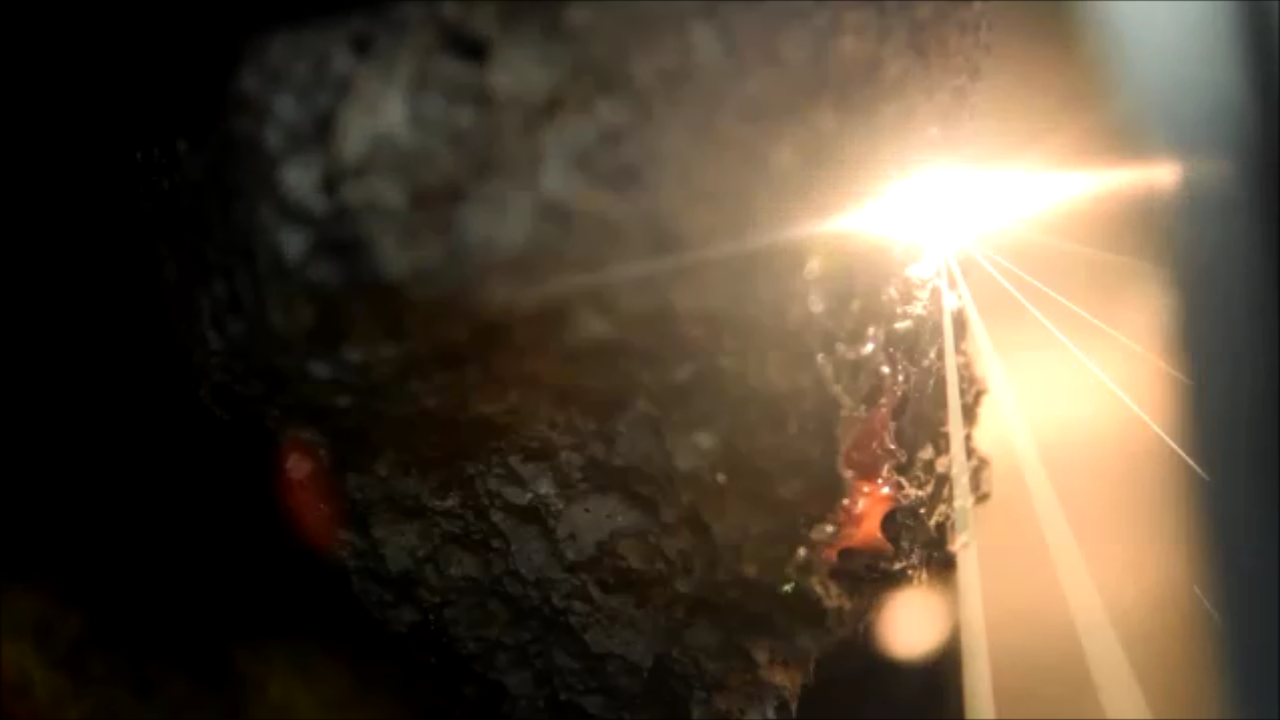
Laserablation von Basalt zur Forschung an einer möglichen Ablenkung von Asteroiden

Laserablation, auch Laserverdampfen genannt, ist die Ablation durch gepulste Laserstrahlung. Die hierbei Verwendung findende Laserstrahlung mit hoher Leistungsdichte führt zur rapiden Erhitzung und der Ausbildung eines Plasma an der Oberfläche. Dieses Überschreiten der Plasmaschwelle wird zur Abgrenzung gegenüber der Laser-Desorption, bei der kein Plasma entsteht, herangezogen.

## Physikalische Grundlagen
Die Energie der Photonen wird zuerst auf die Elektronen des Festkörpers übertragen.
Bei Femtosekunden-Pulsen können die Elektronen eine hohe Temperatur erreichen; innerhalb sehr kurzer Zeit (wenige Pikosekunden) werden mit dieser Energie thermische Schwingungen der Atomkerne angeregt. Bis die Temperatur der Elektronen mit der Temperatur der Atomschwingungen übereinstimmt, wird der Zustand mit dem Modell der zwei Temperaturen, engl. two-temperature model, beschrieben. Die Elektronen hoher Energie können zum Aufbrechen chemischer Bindungen führen, bei Nichtmetallen kann es durch so kurze Laserpulse auch zur Coulomb-Explosion kommen. Das bedeutet, dass die Elektronen den Festkörper verlassen und ein Teil der verbleibenden positiven Ionen durch Coulomb-Abstoßung aus der Oberfläche geschleudert wird.
Bei Laserpulsen im Nanosekundenbereich führt die Energie des Lasers zu einer Aufheizung der Oberfläche (im Sinne von thermischen Bewegungen der Atome) während des Laserpulses. Da die Wärmeleitung nur einen langsamen Energietransport ins Volumen ermöglicht, wird die eingestrahlte Energie auf eine sehr dünne Schicht konzentriert (ca. 1 µm bei 10 ns Pulslänge), daher erreicht die Oberfläche sehr hohe Temperaturen und es kommt zu einer schlagartigen Überführung des Materials in einen gasförmigen Zustand (Sublimation). Durch Ionisation (thermisch, durch das Laserlicht oder Elektronenstoß) entsteht bei hoher Leistungsdichte des Lasers ein Plasma aus Elektronen und Ionen des abgetragenen Materials; die Ionen können darin auf Energien bis über 100 eV beschleunigt werden.
Die minimale Leistungs- oder Energiedichte, bei der (bei einer gegebenen Wellenlänge und Pulslänge) Ablation möglich ist, wird Ablationsschwelle genannt. Bei Energiedichten oberhalb dieser Schwelle steigt die Ablationsrate stark an. Bei Nanosekundenpulsen und hohen Leistungsdichten kann das Plasma so dicht werden, dass es einen großen Teil des Laserlichts absorbiert und die Oberfläche so vor weiterem Aufheizen schützt. Die Ablationsrate steigt dann nur mehr näherungsweise linear mit der Energiedichte an.
Um eine ausreichende Absorption des Laserlichts zu gewährleisten, wird vor allem bei Nanosekunden-Pulsen oft Ultraviolett-Strahlung verwendet. Bei diesen Wellenlängen ist die Reflektivität von Metallen geringer als bei sichtbarem Licht; auch die Lichtabsorption von isolierenden Materialien ist im Allgemeinen höher.

## Anwendungen

### Materialbearbeitung
Laserablation kann zum gezielten Abtragen von Materialien verwendet werden, beispielsweise an Stelle von mechanischem Gravieren harter Materialien oder zum Bohren sehr kleiner Löcher. Laserablation kann auch zum Abtragen von dünnen Schichten verschiedener Verunreinigungen eingesetzt werden; das Verfahren ist relativ schonend, weil nur die oberste (µm dicke) Schicht stark erhitzt wird, das Werkstück als Ganzes bleibt kalt.

### Beschichtungsmethode
Das abgetragene Material kann zur Beschichtung einer anderen Oberfläche verwendet werden. Diese Technik wird als Laserstrahlverdampfen (englisch: Pulsed Laser Deposition) bezeichnet.

### Analytik
Mit Hilfe eines fein fokussierten Laserstrahls können kleinste Probenmengen abgetragen werden. Die abgetragenen Probenteilchen werden mittels eines Gasstroms (He, Ar, …) in einen Detektor (z. B. ICP-MS) gespült und dort hinsichtlich ihrer Element- und/oder Isotopenzusammensetzung charakterisiert. Eine Unterart der Laserablation (LA) ist die  laserinduzierte Plasmaspektroskopie (englisch Laser-induced breakdown spectroscopy, LIBS), bei der nicht die abgetragenen Probenteilchen direkt, sondern die von ihnen durch die Laseranregung absorbierte und anschließend in Form von Licht emittierte Energie analysiert wird. Durch atomspezifische Emission dieses Lichts kann auch hier Information über die elementare Zusammensetzung der Probe gewonnen werden. Vorteile sind hierbei die relativ hohe Ortsauflösung im µm-Bereich, welche bei einem Vollaufschluss der Probe und anschließender Analyse der flüssigen Phase verloren geht.

### Medizin
Laserablation wird auch zum Abtragen von Gewebe in der Medizin verwendet. Im Gegensatz zu kontinuierlicher Laserstrahlung kann bei der Verwendung gepulster Laser die thermische Belastung des benachbarten Gewebes gering gehalten werden. Für die minimalinvasive Chirurgie kann der Laserstrahl auch über Lichtleiter in das Innere des Körpers geleitet werden.

### Restaurierung
Dadurch, dass unterschiedliche Materialien bei unterschiedlichen Leistungsdichten zu ablatieren beginnen, ist es möglich, Verunreinigungen oder bestimmte Farben selektiv abzutragen, ohne die darunter liegenden Schichten zu beschädigen. Dies findet in der Restaurierung Anwendung.